# Ернест Ґудсер-Каллен
Ернест Ґудсер-Каллен (15 липня 1912 — грудень 1993) — індійський хокеїст на траві.
Олімпійський чемпіон 1936 року.